# Campeonato Europeo de Clubes de Golf Masculino
El Campeonato Europeo de Clubes de Golf Masculino (en inglés European Men's Club Trophy) es un torneo anual de aficionados de golf que se disputa desde 1975 organizado por la Federación Europea de Golf.
Participan los campeones nacionales de cada país y el anterior campeón de Europa. Cada equipo está formado por tres jugadores y un capitán. La modalidad de juego es Stroke Play 54 hoyos, en tres días consecutivos, a razón de 18 hoyos por jornada, puntuando para el equipo los dos mejores resultados de cada una de las tres rondas de las que consta el torneo.

## Ganadores
| Año  | Sede                             | Campeón                          |
| ---- | -------------------------------- | -------------------------------- |
| 1975 | Club de Campo Villa de Madrid    | Club de Campo Villa de Madrid    |
| 1976 | Real Club de Golf El Prat        | Växjö Golfklub                   |
| 1977 | Koninklijke Golf Club van België | Chantilly Golf Club              |
| 1978 | Barrière Deauville Golf Club     | Hamburger Golf-Club              |
| 1979 | Golf Santa Ponsa                 | Hamburger Golf-Club              |
| 1980 | Golf Santa Ponsa                 | Limerick Golf Club               |
| 1981 | Aloha Golf Club                  | Real Club de Golf El Prat        |
| 1982 | Aloha Golf Club                  | Real Club de Golf El Prat        |
| 1983 | Aloha Golf Club                  | Circolo Golf e Tennis Rapallo    |
| 1984 | Aloha Golf Club                  | Hamburger Golf-Club              |
| 1985 | Aloha Golf Club                  | Real Club de Golf El Prat        |
| 1986 | Aloha Golf Club                  | Hamburger Golf-Club              |
| 1987 | Aloha Golf Club                  | Real Club de la Puerta de Hierro |
| 1988 | Aloha Golf Club                  | Brokenhurst Manor Golf Club      |
| 1989 | Aloha Golf Club                  | Ealing Golf Club                 |
| 1991 | La Quinta Golf & Country Club    | Club de Golf Terramar            |
| 1992 | La Quinta Golf & Country Club    | Hillerød Golf Klub               |
| 1993 | La Quinta Golf & Country Club    | Lahden Golf                      |
| 1994 | Vilamoura Golf Club              | Kilmarnock (Barassie) Golf Club  |
| 1995 | Vilamoura Golf Club              | Racing Club de France            |
| 1996 | Vilamoura Golf Club              | Racing Club de France            |
| 1997 | Parco De' Medici Golf Club       | Racing Club de France            |
| 1998 | Parco De' Medici Golf Club       | Aalborg Golf Klub                |
| 1999 | Parco De' Medici Golf Club       | Aalborg Golf Klub                |
| 2000 | Parco De' Medici Golf Club       | Shandon Park Golf Club           |
| 2001 | Parco De' Medici Golf Club       | Shandon Park Golf Club           |
| 2002 | Parco De' Medici Golf Club       | Golf Bordelais                   |
| 2003 | Kemer Golf & Country Club        | Real Club de la Puerta de Hierro |
| 2004 | Glyfada Golf Club                | Golfclub Houtrak                 |
| 2005 | Klassis Golf & Country Club      | Klassis Golf & Country Club      |
| 2006 | Corfu Golf Club                  | Golf Club St. Leon-Ro            |
| 2007 | Corfu Golf Club                  | Racing Club de France            |
| 2008 | Klassis Golf & Country Club      | Golf de Saint-Nom-la-Bretèche    |
| 2009 | Klassis Golf & Country Club      | Klassis Golf & Country Club      |
| 2010 | Estela Golf Club                 | Golf d'Ormesson                  |
| 2011 | National Golf Club               | Golf Club de Lyon                |
| 2012 | Minthis Hills Golf Club          | Golf d'Ormesson                  |
| 2013 | Aroeira Golf Club                | Vilamoura Golf Club              |
| 2014 | Pravets Golf Club                | Parco Di Roma Golf Club          |
| 2015 | Minthis Hills Golf Club          | Racing Club de France            |
| 2016 | Aroeira Golf Club                | Golf de Saint-Germain            |
| 2017 | Golf du Médoc                    | Racing Club de France            |
| 2018 | Golf du Médoc                    | Racing Club de France            |
| 2019 | Golf du Médoc                    | City of Newcastle Golf Club      |
| 2021 | Troia Golf                       | Rosendaelsche Golfclub           |
| 2022 | Troia Golf                       | Golf de Cannes Mougins           |
| 2023 | Troia Golf                       | Smørum Golf Club                 |
| 2024 | Cabot Bordeaux                   | Golf de Saint-Nom-la-Bretèche    |
| 2025 | Cabot Bordeaux                   |                                  |